# Règlement Dublin II
Le règlement Dublin II (auparavant convention de Dublin) est un règlement européen qui déterminait l'État membre de l'Union européenne responsable d'examiner une demande d'asile en vertu de la Convention de Genève (art. 51) dans l'Union européenne. Il a été réformé en juin 2013 par le règlement Dublin III.

## Caractéristiques générales
Ce texte juridique communautaire est la pierre angulaire du système de Dublin, inclusif du règlement de Dublin et du règlement Eurodac, qui établit une base de données à l'échelle européenne des données biométriques (empreintes digitales) des requérants déjà enregistrés de tous les pays membres et permettant de détecter ceux ayant déjà déposé une demande.
Le règlement Dublin II vise à « déterminer rapidement l'État membre responsable [pour une demande d'asile] » et prévoit le transfert d'un demandeur d'asile vers cet État membre. Habituellement, l'État membre responsable sera l'État par lequel le demandeur d'asile a premièrement fait son entrée dans l'UE.
Le règlement Dublin II a été adopté en 2003, de facto en remplaçant la Convention de Dublin, qui déterminait les compétences en matière d'asile entre les divers pays, et se substituait aux dispositions pertinentes de la Convention d'application de l'Accord de Schengen. La Convention de Dublin fixait les critères relatifs au pays compétent pour traiter la demande (État avec lequel le requérant a le plus de liens, familiaux par exemple, ou premier État européen dans lequel il est arrivé) et empêche qu'un requérant ne dépose des demandes d'asile dans plusieurs États de l'Union européenne.
La Convention de Dublin avait été signée à Dublin, Irlande le 15 juin 1990, et était entrée en vigueur le 1er septembre 1990 pour les douze premiers signataires (Belgique, Danemark, France, Allemagne, Grèce, France, Italie, Luxembourg, Pays-Bas, Portugal, Espagne et le Royaume-Uni), le 1er octobre 1997 pour Autriche et Suède, et le 1er janvier 1998 pour la Finlande. Le traité a été aussi étendu à certains pays hors de l'Union : Islande et Norvège. Les négociations pour les étendre à la Suisse ont abouti le 14 mai 2004, soumis au référendum obligatoire, le peuple suisse l'a accepté en votation populaire le 5 juin 2005 avec 54,8 % de oui ; il est entré en vigueur le 12 décembre 2008.
Le 3 décembre 2008 la Commission européenne a proposé des amendements au règlement de Dublin, créant ainsi une occasion pour la réforme du système de Dublin. Le règlement Dublin III est entré en vigueur le 19 juillet 2013 et s'applique depuis le 1er janvier 2014.

## Objectifs
L'un des objectifs principaux du règlement de Dublin est d'empêcher un demandeur de présenter des demandes dans plusieurs États membres (asylum shopping). Un autre objectif est de réduire le nombre de demandeurs d'asile qui sont transportés d'État membre à État membre. Cependant, depuis que le pays où une personne est arrivée au début est responsable pour faire face à sa demande d'asile, cela met une pression excessive sur les zones frontalières, où les États sont moins souvent en mesure d'offrir soutien et protection aux demandeurs d'asile. Actuellement, ceux qui sont transférés en vertu de Dublin ne sont pas toujours en mesure d'accéder à une procédure d'asile.

## Critiques
Selon le Conseil européen pour les réfugiés et les exilés (en) et le HCR, le système actuel ne garantit pas une protection équitable, efficiente et efficace. Il a été soutenu, à plusieurs reprises, à la fois par le CERE et le HCR, que la réglementation européenne entrave les droits et le bien-être personnel des demandeurs d'asile, y compris le droit à un examen équitable de leur demande d'asile et, le cas échéant, pour une protection efficace. De même, ce système produirait une répartition inégale des demandes d'asile entre les États membres et exprimerait un manque de solidarité entre membres de l'Union.
L'application de cette réglementation peut sérieusement retarder la présentation des demandes, et peut conduire à n'arriver jamais à être entendu. Entre les causes de préoccupation figurent le recours à la détention pour transférer forcément les demandeurs d'asile de l'État où ils posent demande à l'État jugé compétent (transferts Dublin), la séparation des familles et le refus de la possibilité effective de recours contre les transferts. Le système de Dublin augmente aussi les pressions sur les régions frontalières extérieures de l'UE, où la majorité des demandeurs d'asile entrent dans l'UE et où les États sont souvent moins en mesure d'offrir un soutien aux demandeurs d'asile et la protection.
Après que l'ECRE, le HCR et d'autres organisations non gouvernementales ont ouvertement critiqué le système d'asile en Grèce, y compris le manque de protection et de soins pour les enfants non accompagnés, plusieurs pays ont suspendu les transferts de demandeurs d'asile en Grèce en vertu du règlement Dublin II. La Norvège a annoncé en février 2008 de cesser de transférer n'importe quel demandeur d'asile vers la Grèce en vertu du règlement Dublin II ; en septembre, il fait marche arrière et a annoncé que les transferts vers la Grèce seraient fondés sur des évaluations individuelles. En avril 2008, la Finlande a annoncé une initiative similaire. L'Allemagne et la Suède ont limité la suspension des transferts aux enfants non accompagnés.
Le règlement est également critiqué par le Commissaire aux droits de l'homme du Conseil de l'Europe, qui considère qu'il entrave les droits des réfugiés.

## Sources

## Compléments